# Marići (Kanfanar)
Pour les articles homonymes, voir Marici (homonymie).
Marići (en italien : Marici) est une localité de Croatie située en Istrie, dans la municipalité de Kanfanar, dans le comitat d'Istrie. En 2001, la localité comptait 121 habitants.

## Démographie
| 1948 | 1953 | 1961 | 1971 | 1981 | 1991 | 2001 |
| ---- | ---- | ---- | ---- | ---- | ---- | ---- |
| 137  | 149  | 159  | 144  | 135  | 131  | 121  |